# Mattia Padovani
Mattia Padovani (26 agosto 1995) è un mezzofondista italiano.

## Biografia
Il suo primato personale nel miglio indoor (3'59"94), stabilito nel 2023, è il terzo miglior risultato di sempre di un atleta italiano su tale gara (le altre due prestazioni con tempo inferiore, tra cui quindi il record italiano di Pietro Arese, sono state tra l'altro stabilite nella stessa gara in cui Padovani ha raggiunto questo risultato) e, più in generale, uno dei tre soli tempi italiani di sempre sotto la barriera dei 4 minuti nel miglio indoor.

## Palmarès
| Anno | Manifestazione    | Sede      | Evento       | Risultato | Prestazione | Note                                     |
| ---- | ----------------- | --------- | ------------ | --------- | ----------- | ---------------------------------------- |
| 2014 | Mondiali juniores | Eugene    | 1500 m piani | Batteria  | 3'53"10     |                                          |
| 2017 | Europei U23       | Bydgoszcz | 1500 m piani | Batteria  | 3'45"74     |                                          |
| 2023 | Europei indoor    | Istanbul  | 3000 m piani | Batteria  | 7'54"31     | Miglior prestazione personale stagionale |

## Campionati nazionali
2010
- 24º ai campionati italiani cadetti di corsa campestre - 8'54"

2011
- 4º nella finale 2 dei campionati italiani allievi, 3000 m piani - 8'48"90
- 18º ai campionati italiani allievi di corsa campestre - 17'08"

2012
- 2º nella finale 2 dei campionati italiani allievi indoor, 1000 m piani - 2'34"02
- 8º ai campionati italiani allievi di corsa campestre - 16'52"

2013
- 8º ai campionati italiani juniores, 1500 m piani - 3'58"03
- 30º ai campionati italiani juniores di corsa campestre - 25'24"

2014
- Bronzo ai campionati italiani juniores, 1500 m piani - 3'54"31
- 3º nella finale 2 dei campionati italiani juniores indoor, 1500 m piani - 3'58"29
- 5º nella finale 3 dei campionati italiani juniores indoor, 800 m piani - 1'56"18
- Oro ai campionati italiani juniores di corsa campestre - 26'23"

2016
- 9º nella finale 2 dei campionati italiani assoluti, 1500 m piani - 3'48"29
- Bronzo ai campionati italiani promesse, 1500 m piani - 3'53"29

2017
- 8º ai campionati italiani assoluti, 5000 m piani - 14'24"67
- 5º nella finale 2 dei campionati italiani assoluti, 1500 m piani - 3'46"86
- 5º ai campionati italiani assoluti indoor, 3000 m piani - 8'17"39
- Bronzo ai campionati italiani assoluti indoor, 1500 m piani - 3'50"22
- 4º nella finale 2 dei campionati italiani promesse, 1500 m piani - 3'50"85
- Bronzo ai campionati italiani promesse indoor, 3000 m piani - 8'19"98
- Argento ai campionati italiani promesse indoor, 1500 m piani - 3'50"16
- 7º ai campionati italiani promesse di corsa campestre - 32'24"[2]

2018
- 4º ai campionati italiani assoluti, 5000 m piani - 14'13"86
- 4º nella finale 2 dei campionati italiani assoluti, 1500 m piani - 3'48"25
- Bronzo ai campionati italiani assoluti indoor, 3000 m piani - 8'21"57
- 5º ai campionati italiani assoluti indoor, 1500 m piani - 3'46"74

2019
- 5º ai campionati italiani assoluti, 5000 m piani - 14'15"04
- 6º nella finale 2 dei campionati italiani assoluti, 1500 m piani - 3'49"42
- Argento ai campionati italiani assoluti indoor, 3000 m piani - 8'16"98
- Bronzo ai campionati italiani assoluti indoor, 1500 m piani - 3'45"25

2020
- 5º ai campionati italiani assoluti, 5000 m piani - 14'11"57
- 4º ai campionati italiani assoluti indoor, 3000 m piani - 8'26"72

2021
- Argento ai campionati italiani assoluti, 5000 m piani - 13'54"87
- 16º ai campionati italiani di 10 km su strada - 29'21"

2022
- 8º ai campionati italiani assoluti, 5000 m piani - 13'52"39
- Bronzo ai campionati italiani assoluti indoor, 3000 m piani - 8'28"08
- Bronzo ai campionati italiani di corsa campestre, cross corto - 8'43"

2023
- 4º ai campionati italiani assoluti, 5000 m piani - 14'03"99
- Bronzo ai campionati italiani assoluti indoor, 3000 m piani - 8'00"00
- 5º ai campionati italiani di corsa campestre, cross corto - 9'04"
- Argento ai campionati italiani di corsa campestre, staffetta 4x2 km - 25'03"

2025
- 13º ai campionati italiani di corsa campestre - 31'38"

## Altre competizioni internazionali
2013
- 5º al Golden Gala ( Roma), 1500 m piani, gara juniores - 3'51"39

2017
- 5º al Golden Gala ( Roma), 1500 m piani - 3'43"58

2020
- 11º al Campaccio ( San Giorgio su Legnano) - 30'17"

2021
- 14º al Giro al Sas ( Trento) - 30'26"

2023
- 4º al Elite Indoor Track Miramas meeting ( Miramas), 3000 m piani indoor - 7'54"87
- 10º al Campaccio ( San Giorgio su Legnano) - 29'52"

2025
- 74º alla 10K Valencia Ibercaja ( Valencia) - 28'42"